# Théophile d'Adana
Pour les articles homonymes, voir Théophile.
Théophile d'Adana (en grec Θεόφιλος ὁ οἰκονόμος), également connu comme saint Théophile le Pénitent, est le héros d'un conte pieux à succès qui fait de lui un économe de l'église d'Adana, en Cilicie et même, dans des versions ultérieures (malgré la haute improbabilité d'une telle allégation) un évêque de la même ville.

## La légende originelle de Théophile
Théophile l'Économe est le protagoniste d'une légende hagiographique mariale rédigée en grec sous deux formes principales (une courte et une longue) autour du VIe – VIIe siècle et intitulée La Pénitence de Théophile. La recension brève BHG 1319 (ms. de Venise, Marcianus Graecus cl. II, 101) pourrait être du VIe siècle. La rédaction longue (BHG 1320-1321), la plus lue, placée sous le nom très probablement fictif d'un certain Eutychianos d'Adana (qui se prétend, certainement à tort, contemporain des faits et témoin oculaire), semble avoir été écrite en réalité au plus tôt vers le milieu du VIIe siècle. Elle a été traduite en latin (BHL 821), entre 843 et 877, par le diacre napolitain Paulus, qui dédia sa version à Charles le Chauve.
Voici le résumé du récit du pseudo-Eutychianos. Théophile, pieux clerc d'Adana, fut l'objet de calomnies à la suite desquelles il perdit son poste d'économe de l'église. Navré de ce sort injuste, il eut recours à un juif qui le mit alors en rapport avec « son maître » Satan. Le diable promet à Théophile qu'il lui fera obtenir ce qu'il veut, à condition qu'il écrive et signe un document où il renie le Christ et la Vierge Marie. Théophile accepte le marché et signe le contrat. Mais il est bientôt saisi de remords. Il se lamente et jeûne quarante jours, puis se rend à l'église de la Théotokos, où il prie et implore la Mère de Dieu. Celle-ci agrée sa prière et obtient de son Fils qu'il pardonne au renégat repentant. À son réveil, Théophile découvre, posé sur sa poitrine, le document maudit. Il va trouver l'évêque, lui raconte tout et lui montre le contrat. L'évêque prononce devant ses ouailles un sermon sur l'édifiante aventure, et il brûle, sous les yeux de tous, le texte infernal. Théophile fait pénitence et bientôt rend pieusement son âme au Seigneur, après avoir légué tous ses biens à l'Église.
Trois thèmes importants, sinon originaux, se dégagent de ce récit et lui donnent un relief particulier dans l'histoire de l'hagiographie antique : le thème du pacte avec le diable, qui apparaît aussi (peut-être à la même époque) dans le Récit d'Helladius (BHG 253) figurant à l'intérieur de la Vie de saint Basile placée sous le nom d'Amphiloque d'Iconium ; le motif de la pénitence rédemptrice ; enfin, le thème du pouvoir d'intercession de la Vierge Marie, croyance qui se développa, à Byzance et en Occident, avec le culte marial.

## Postérité médiévale et moderne
La version latine BHL 821 du diacre napolitain Paulus fut versifiée autour de 958-959 par la moniale allemande Hrotsvita de Gandersheim (BHL 8123). 
Fulbert de Chartres († 1028) résuma, à des fins d'édification, l'histoire de Théophile dans son quatrième sermon au peuple, intitulé « De la nativité de la très bienheureuse Vierge Marie »
[source secondaire souhaitée].
Un compendium qui précéda les adaptations du XIIIe siècle montre que Théophile, au Moyen Âge, était considéré comme un personnage historique à part entière : le polygraphe Sigebert de Gembloux (ca. 1030-1112), dans sa chronique universelle couvrant les années 381 à 1111, rapporte en effet, pour l’année 537, l’histoire de l'économe d'Adana et du pacte qu'il fit avec le diable[source secondaire souhaitée].
La recension BHL 8121 du diacre Paulus fut adaptée en ancien français, d'abord par Gautier de Coinci (premier tiers du XIIIe siècle) dans une longue pièce (2092 octosyllabes) de son recueil intitulé Miracles de Nostre Dame, et ensuite, d'après ce recueil, par Rutebeuf dans son Miracle de Théophile, joué en 1263 ou 1264. Rutebeuf est le plus ancien témoin (sinon l'inventeur) de l'idée d'un pacte de sang  de la part de  Théophile : l'ex-économe aurait, selon lui, rédigé le contrat avec son propre sang en guise d'encre. Ce détail, absent de toutes les sources grecques et latines antérieures, reparaît ensuite dans deux manuscrits de la Légende dorée, puis se retrouve en 1434 dans le 31e miracle marial de l'Allemand Jean Herolt († 1468).
Peu après Rutebeuf, la légende fut encore adaptée en latin, cette fois par Jacques de Voragine († 1298) dans La Légende dorée.
La Pénitence de Théophile est indéniablement, au moins pour ce qui regarde le pacte avec le diable, une des sources d'inspiration de la légende de Faust.

## Traitement artistique: la miniature
La légende de Théophile d'Adana a été illustrée dans divers manuscrits, dont le manuscrit de La Haye, à la Koninklijke Bibliotheek. Ce manuscrit est l’œuvre du copiste Jean de Senlis et du Maître de Fauvel pour les enluminures ; il date de 1327 et est composé de 189 folios ; le manuscrit est la deuxième partie d'un ouvrage dont la première partie, un légendier, est à la BnF, cote Français 183.

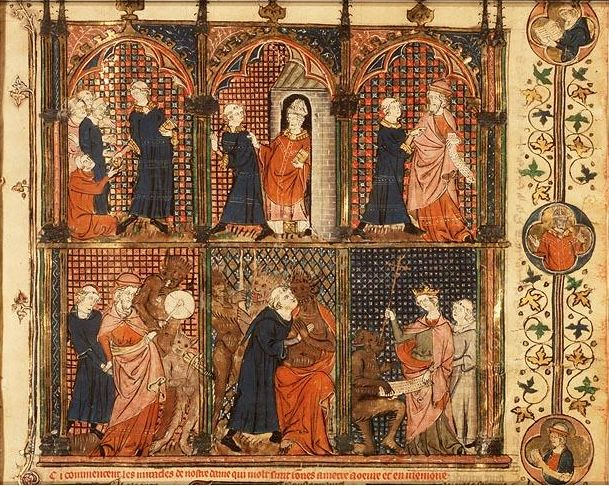
Illustration de la Légende de Théophile
(Koninklijke Bibliotheek, 71 A 24)
1. Théophile distribue des aumônes
2. Théophile est renvoyé par l’évêque d’Adana
3. Théophile rencontre un sorcier juif pour un contrat avec le diable
4. Théophile est conduit en enfer
5. Théophile embrasse le diable
6. Marie reprend le contrat au diable.